# Wilhelm Kitto
Johann Friedrich Wilhelm Kitto (sorbisch Hanzo Fryco Wylem Kito; * 14. Mai 1842 in Cantdorf, Kreis Spremberg; † 12. September 1903 in Berlin) war ein preußischer Soldat (Pionier).
Er diente in der Zeit des Deutsch-Dänischen Krieges in der 4. Kompanie des Pionierbataillons von Rauch (1. Brandenburgisches) Nr. 3 und kämpfte gemeinsam mit dem Pionier Carl Klinke bei Sturm auf die Düppeler Schanzen. Laut einiger Dokumente und eigener Darstellung war er es, der den Pulversack geworfen hat, mit dem eine Bresche in die Palisadenwand der Schanze II gesprengt wurde und bei dessen Explosion Carl Klinke so stark verletzt wurde, dass er später starb.

## Herkunft und Werdegang
Wilhelm Kitto wurde in Cantdorf bei Spremberg, unweit von Bohsdorf-Vorwerk, dem Geburtsort von Carl Klinke, geboren. Er war das einzige Kind des sorbischen Lehrers Matthes Kitto, der aus dem Dorf Groß Partwitz zugezogen war. Kitto trat nicht in die Fußstapfen seines Vaters, sondern lernte das Schmiedehandwerk in Spremberg. Dort arbeitete er auch als Geselle.
Da er seinen Vater mit 14 Jahren verloren hatte, musste er die Mutter ernähren, die sich ein Häuschen mit Garten gekauft hatte, „worauf sie sich redlich nährte, obgleich sie Schulden abzuzahlen hatte“. Als der Schmiedegeselle Kitto mit seiner Einberufung rechnen musste, „da kam seine gute Mutter wegen der Möglichkeit, das ihr Sohn ausgehoben würde, in große Sorge und Kummer, denn er war ihre einzige Stütze und sie oft kränklich und mit Magenkrämpfen behaftet, lag sogar später, da ihr Sohn einbeordert war, 18 Wochen schwer krank danieder“.
Eine von neun Einwohnern Cantdorfs unterschriebene Eingabe wurde abgelehnt, weil wohl die Unterschriften des Ortsschulzen und des Vormundes gefehlt haben. Kitto wurde eingezogen, kam zuerst nach Torgau zu den Pionieren, wo zu dieser Zeit auch Klinke diente, und – wie Klinke – später zur 4. Kompanie des 3. Brandenburgischen Pionierbataillons. Dieses hatte seinen Standort in Spandau bei Berlin. Mit Ausbruch des Krieges und der Mobilmachung, der auch der kurz zuvor entlassene Klinke folgen musste, wurde das gesamte Bataillon nach Holstein verlegt.

## Kittos Darstellung des Sturms auf die Schanze II
Wilhelm Kitto hat die Ereignisse beim Sturm auf die Schanze II am 18. April 1864 dem ehemaligen Pfarrer Johannes Mörbe aus Spremberg selbst berichtet: „Ich war mit dem Pionier Klinke aus Horno bei Spremberg zusammen, er gehörte zur 4. Kompanie des 3. Brandenburgischen Pionierbataillons, wir hatten jeder einen Hebebaum, um die Palisaden zu durchbrechen. Der Leutnant Diener sagte: ’Wer freiwillig mitkommen will, mit dem Pulversack, um die Palisaden zu sprengen, der trete hervor!’ Ich trat hervor und sprach: ‚Herr Leutnant, ich gehe mit!’ Ich nahm den Pulversack, worin etwa 30 bis 35 Pfund Pulver befindlich waren, und folgte dem Leutnant Diener, dem Unteroffizier Lademann und dem Sergeanten Klucko. Ungefähr 18 bis 19 Schritte vor den Palisaden der Schanze II angekommen, setzte ich den Pulversack auf die Erde. Jetzt galt’s mit Gott für König und Vaterland siegen oder sterben. Da die Lunte nichts taugte, so wurde der Pulversack von dem Unteroffizier Lademann mit seiner brennenden Zigarre angebrannt, schnell griff ich den Sack, stürmte damit auf die Palisaden der Schanze II und warf den Sack hinein, welcher sogleich explodierte; mir geschah, da ich ruhig stehen geblieben war, kein Schaden weiter, als daß mir die Entzündung der Masse Pulvers meine Montierung verbrannte …“
Weiter führt er aus: „Obgleich dadurch, daß ich den Pulversack freiwillig erfasst und angezündet in die Pallisaden geworfen habe, habe ich nichts als meine Schuldigkeit getan, so wurde mir doch dafür die Allergnädigste Königliche Ehre zuteil, denn Seine Königl. Hoheit der Prinz Friedrich Carl, unser heldenmütige Anführer, knüpfte mir eigenhändig, unter großer Belobigung meines Wagnisses und meiner Aufopferung für gar viele Kameraden, welche ohne die erzielte Öffnung der Pallisaden bei der Stürmung durch andere Instrumente gefallen sein würden, das Band des Militär-Ehrenzeichens I. Klasse an, und das silberne Kreuz überreichte mir dessen Adjutant in einer roten Kapsel. In der Heimat wurde ich von meinem Landrat, Herrn von Poncet, und der Cantdorfer Gemeinde ehrenvoll aufgenommen.“

## Kittos Leben nach dem Deutsch-Dänischen Krieg
Zum Militärehrenzeichen erhielt er vom König noch 300 Mark. Später erhielt Kitto noch eine sehr hohe Auszeichnung, die Österreichische Tapferkeitsmedaille. Zudem hatte ein Hamburger Kaufmann dem Prinzen Friedrich Karl eine größere Summe Geldes übermittelt, mit der Bitte, diese dem „tapfersten Soldaten des ganzen Armeekorps“ auszuhändigen. Der Prinz gab sie ohne weiteres Nachdenken an Wilhelm Kitto. Dabei wurde er vom Prinzen gefragt, ob er denn noch einen besonderen Wunsch hätte, er würde sich nach Kräften dafür einsetzen. Kitto sagte da nur schlicht: „Ich will heim!“ Die Enttäuschung in den Gesichtern der umstehenden Offiziere soll groß gewesen sein; viele hatten wohl erwartet, dass er weiterdienen und Offizier werden wolle.
Kitto wurde 61 Jahre alt und lebte in seinen letzten Jahren in Berlin. Er wurde auf dem Georgenkirchhof vor dem Landsberger Tor begraben. Der damalige Kommandeur des Pionierbataillons Nr. 3 von Rauch, Major Rüdiger, veröffentlichte am 20. September 1903 im Militär-Wochenblatt den folgenden Nachruf:
„Am 12. des Monats starb der ehemalige Brandenburgische Pionier Wilhelm Kitto zu Berlin, Inhaber des Militärehrenzeichens I. Klasse und der österreichischen Tapferkeitmedaille. Im Verein mit dem in unserem Vaterlande so wohlbekannten Pionier Klinke hat der Verstorbene an dem denkwürdigen Düppelsturmtage, dem 18. April 1864, die Pulverladungen gezündet, welche die feindlichen Palisadensperren öffneten. Klinke starb hierbei den Heldentod; dem nunmehr Verstorbenen wurde die Ehre zuteil, seitens des damaligen obersten Feldherrn, weiland seiner Königlichen Hoheit des Prinzen Friedrich Karl von Preußen, als tapferster Soldat des Armeekorps ausgezeichnet zu werden. Der Name des Verstorbenen wird in der Geschichte des Bataillons fortleben.“

## Belege
1. ↑  Johannes Kunstmann: Kito, Hanzo Fryco Wylem. In: Jan Šołta, Pětr Kunze, Franc Šěn (Hrsg.): Nowy biografiski słownik k stawiznam a kulturje Serbow [Neues biografisches Wörterbuch zur Geschichte und Kultur der Sorben]. Ludowe nakładnistwo Domowina, Budyšin [Bautzen] 1984, S. 252
2. ↑  Werner Bader: Pionier Klinke – Tat und Legende. Westkreuz-Verlag, Bad Münstereifel 1992, ISBN 3-922131-12-3.

| Personendaten    | Personendaten                                                       |
| ---------------- | ------------------------------------------------------------------- |
| NAME             | Kitto, Wilhelm                                                      |
| ALTERNATIVNAMEN  | Kitto, Johann Friedrich Wilhelm; Kito, Hanzo Fryco Wylem (sorbisch) |
| KURZBESCHREIBUNG | preußischer Soldat (Pionier)                                        |
| GEBURTSDATUM     | 14. Mai 1842                                                        |
| GEBURTSORT       | Cantdorf Kreis Spremberg                                            |
| STERBEDATUM      | 12. September 1903                                                  |
| STERBEORT        | Berlin                                                              |